# Symbrenthia asthala
Symbrenthia asthala är en fjärilsart som beskrevs av Moore 1874. Symbrenthia asthala ingår i släktet Symbrenthia och familjen praktfjärilar. Inga underarter finns listade i Catalogue of Life.